# Франк, Торбен
Торбен Франк (дат. Torben Frank; род. 16 июня 1968[…], Копенгаген) — датский футболист, выступавший на позиции нападающего. Известен по выступлениям за «Брондбю» и сборную Дании. Участник чемпионата Европы 1992 года.

## Клубная карьера
Франк начал свою карьеру в любительском клубе «Валленсбаек». В 1986 году он перешёл в «Брондбю», с которым трижды выиграл датскую Суперлигу, забивая почти в каждом втором матче. В 1991 году Торбен перешёл в «Люнгбю» в составе которого выиграл датское первенство в четвёртый раз. После Евро-92 Франк подписал контракт с французским «Лионом». На предсезонных сборах он получил тяжелую травму, из-за которой так и не смог дебютировать за новый клуб. Торбен судился с «Лионом» надеясь разорвать контракт, но был отпущен только через три года. Он вернулся в «Люнгбю», но выйти на прежний уровень так и не смог. Сезон 1997/1998 Торбен провел во «Фреме». В 1998 году он завершил карьеру в команде «ХБ Кёге».

## Международная карьера
В апреле 1991 году в матче против сборной Болгарии Франк дебютировал за сборную Дании. В 1992 году Торбен был включен с заявку национальной команды на участие в чемпионате Европы и стал победителем турнира. На турнире он сыграл в двух матчах против сборных Швеции и Франции.

## Статистика

### Матчи Франка за сборную Дании
| Матчи Франка за сборную Дании | Матчи Франка за сборную Дании | Матчи Франка за сборную Дании | Матчи Франка за сборную Дании | Матчи Франка за сборную Дании | Матчи Франка за сборную Дании |
| ----------------------------- | ----------------------------- | ----------------------------- | ----------------------------- | ----------------------------- | ----------------------------- |
| №                             | Дата                          | Соперник                      | Счёт                          | Голы Франка                   | Соревнование                  |
| 1                             | 9 апреля 1991                 | Болгария                      | 1:1                           | —                             | Товарищеский матч             |
| 2                             | 29 апреля 1992                | Норвегия                      | 1:0                           | —                             | Товарищеский матч             |
| 3                             | 3 июня 1992                   | СНГ                           | 1:1                           | —                             | Товарищеский матч             |
| 4                             | 14 июня 1992                  | Швеция                        | 0:1                           | —                             | Чемпионат Европы 1992         |
| 5                             | 17 июня 1992                  | Франция                       | 2:1                           | —                             | Чемпионат Европы 1992         |

Итого: 5 матчей / 0 голов; 2 победы, 2 ничьи, 1 поражение.

## Достижения
«Брондбю»
- Чемпионат Дании по футболу — 1987, 1988, 1990, 1991/92

Дания
- Чемпионат Европы по футболу — 1992